# Arthur Cravan

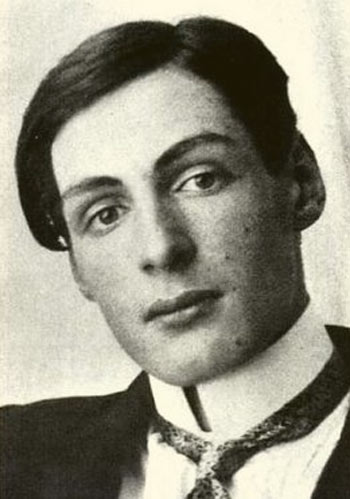
Fabian Lloyd fotograferad 1908.

Arthur Cravan, pseudonym för Fabian Avenarius Lloyd, född 22 maj 1887 i Lausanne, sedd sista gången i Salina Cruz i november 1918, var en schweizisk poet och boxare som franskspråkiga dadaister gärna refererade till efter första världskriget. 

## Liv och verksamhet
Fabian Lloyd var yngst av två söner till Otho Holland Lloyd (1856–1930) och Hélène Nellie Clara St. Clair. Modern var guvernant och fadern en välbeställd advokat som sägs ha ägnat sig åt ett livslångt, passionerat studium av forngrekisk litteratur. Han hade läst vid Oxford samtidigt som Oscar Wilde och hans syster Constance Lloyd skulle gifta sig med just Oscar Wilde och få två söner med honom. Fabian Lloyds föräldrar skilde sig samma år som Wilde ställdes inför rätta, år 1895. Fabian och hans äldre bror Otho följde med modern in i ett nytt äktenskap med läkaren Henri Grandjean. Äldre brodern Otho Lloyd (1885–1979) skulle ägna sig åt måleri och foto, gift med den ryska emigrantkonstnären Olga Sacharoff. Fabian Lloyd bytte namn till Arthur Cravan vid 25 års ålder, 1912. I Paris gav han på eget bevåg ut fem nummer av en tidskrift han kallade Maintenant åren 1912–1915. Till sin antologi om svart humor, Anthologie de l'humour noir (1940), valde André Breton ut en sprudlande vital och närmast antilitterär intervju som Arthur Cravan hade gjort med Oscar Wildes franske biograf och monograf, den seriöse, upphöjde och framgångsrike författaren André Gide, till nummer 2 av just Maintenant sommaren 1913.

## Verk
- Maintenant 1–5 gallica.bnf.fr

### Verk på svenska
- Arthur Cravan - poeten med världens kortaste hår, nevö till Oscar Wilde, och som boxades mot Jack Johnson i Barcelona 1916, dikter tolkade och presenterade av Stina och Olle Orrje (en stencilerad och handbunden privatutgåva 1970; nya upplagor: Kerberos, 1972; Bakhåll, 1989, 2010)
- "Oscar Wilde lever!", översättning ur Maintenant nr 3/oktober-november 1913 av Claes Hylinger. I antologin På spaning efter den gris som flytt (Cavefors, 1974), s. 100-111
- "Independentutställningen", översättning ur Maintenant nr 4 /mars-april 1914 av Ingemar Johansson. I antologin Dada (Bakhåll, 1985), s. 17-28